# Dichrorampha chavanneana
Dichrorampha chavanneana é uma espécie de insetos lepidópteros, mais especificamente de traças, pertencente à família Tortricidae.
A autoridade científica da espécie é de La Harpe, tendo sido descrita no ano de 1858.
Trata-se de uma espécie presente no território português.